# Ljudmila Alexejewna Ljadowa

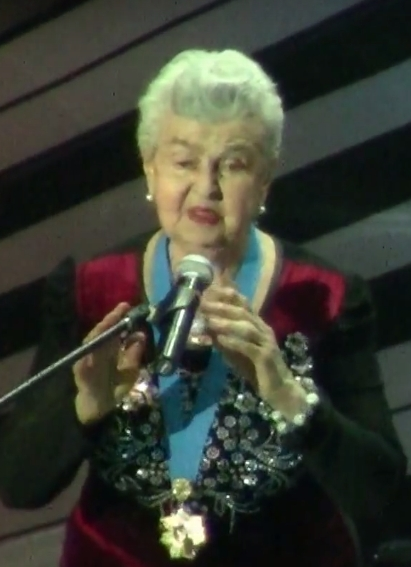
Ljudmila Alexejewna Ljadowa an ihrem 90. Geburtstag

Ljudmila Alexejewna Ljadowa (russisch Людмила Алексеевна Лядова; * 29. März 1925 in Swerdlowsk; † 10. März 2021 in Moskau) war eine sowjetische bzw. russische Pianistin, Sängerin und Komponistin.

## Leben
Ljadowas Vater Alexei Iwanowitsch Ljadow war Solist an der Swerdlowsker Oper, dann Violinist im Orchester und schließlich Kirchenchor-Dirigent in Makejewka. Die Mutter Olga Petrowna Ljadowa geborene Samoilowa war Chorleiterin, leitete Laienchöre und sang in der Swerdlowsker Philharmonie.
Ljadowa interessierte sich bereits in früher Kindheit für Musik und wurde von ihren Eltern zunächst zu Hause und dann bei Wanda von Bernhard (Schülerin und Assistentin Bernhard Stavenhagens) auf eine Pianistenkarriere vorbereitet. Mit 10 Jahren absolvierte sie den großen Wettbewerb und kam in die Kinderabteilung des Swerdlowsker Konservatoriums zu Berta Maranz. Mit 11 Jahren begann Ljadowa schwierigste Werke des klassischen Repertoires auf Schulabenden, Feiern und Veranstaltungen ihre Mutter zu spielen. Insbesondere trat sie mit Orchester unter der Leitung Mark Pawermans auf der Bühne der Swerdlowsker Philharmonie auf. Darauf spielte sie ein Mendelsohn-Konzert und ein Jahr später 
Tschaikowskis 1. Klavierkonzert und Werke von Rachmaninow und Liszt. Nach dem Abschluss der Schulausbildung kam sie in Maranz' Klavierklasse des Swerdlowsker Konservatoriums. Daneben studierte sie in der Abteilung für Komposition bei Wiktor Trambizki.
Während des Deutsch-Sowjetischen Kriegs sang Ljadowa zusammen mit Nina Pantelejewa und war 1946 mit ihr Preisträgerin auf dem 2. Allunions-Estrada-Wettbewerb. Sie führten erfolgreiche Tourneen bis 1951 durch. Ihr Konservatoriumsstudium hatte Ljadowa 1948 abgeschlossen.
Ljadowa komponierte mehr als 800 Lieder. Besonders populär wurden der Alte Marsch nach Versen Michail Wladimows, das Wunderliedchen nach Versen Wiktor Dragunskis, die Trommel nach Versen Igor Schaferans und Ai-Ljuli für Tamara Miansarowa, das auf den VIII. Weltfestspielen der Jugend und Studenten 1962 in Helsinki mit einer Goldmedaille ausgezeichnet wurde. Das Wunderliedchen wurde zunächst von Ljadowa selbst gesungen und dann von Gelena Welikanowa, Nina Dorda, Kapitalina Lasarenko, Tamara Miansarowa und Gery Scott. Der Alte Marsch wurde zuerst von Iossif Kobson gesungen und gehörte zum Repertoire Juri Bogatikows. Die Trommel wurde mit großem Orchester von Eduard Chil aufgeführt. Alter Marsch und Trommel wurden von allen Militärkapellen des Landes gespielt. Die militärische Thematik kam auch in anderen Liedern Ljadowas vor.
Zu Ljadowas 60. Geburtstag fand im Säulensaal des Moskauer Hauses der Gewerkschaften ein Jubiläumsabend statt. Sie blieb kreativ, komponierte Romanzen und führte sie auf. Sie schuf Werke für Kirchenchor und für Militärmärsche. Ihre Lieder wurden von Marija Bijeschu, Sara Doluchanowa, Ljudmila Sykina, Jelena Obraszowa, Edita Pjecha, Bela Rudenko, Ninel Tkatschenko, Walentina Tolkunowa, Leonid Utjossow und Klawdija Schulschenko gesungen.
Zu Ljadowas Werk gehören nicht nur Lieder, sondern auch ein Klavierkonzert, das von ihr und anderen im In- und Ausland gespielt wurde, Stücke für Estrada-Orchester, eine Zigeuner-Rhapsodie und eine Konzert-Polka für Klavier und Orchester, eine Klaviersonate, Stücke für Violine und Klavier, eine Oper, vier Operetten und zwei Musicals. Sie trat in der Öffentlichkeit auf und war auch pädagogisch tätig. Ein Buch mit ihren Kinderliedern erschien 2000. Zu ihrem 80. Geburtstag gab es ein Jubiläumskonzert im Großen Saal des Moskauer Konservatoriums. Das Jubiläumskonzert zum 90. Geburtstag fand im Moskauer Alexander-Solschenizyn-Haus der Russischen Emigration statt.
Ljadowa war fünfmal verheiratet.
Ljadowa kam am 27. Februar 2021 infolge einer COVID-19-Infektion ins Krankenhaus und starb am 10. März. Am 13. März wurde sie nach der Trauerfeier im Nowodewitschi-Kloster auf dem Kunzewoer Friedhof bestattet.

## Ehrungen, Preise
- Komsomol-Preis[1]
- Preis des Jugendverbands[1]
- Verdiente Künstlerin der RSFSR (1976)[1]
- Volkskünstlerin der RSFSR (1984)[3]
- Staatspreis der UdSSR[3]
- A.-W.-Alexandrow-Preis[1]
- Orden der Freundschaft (1997)[4]
- Verdienstorden für das Vaterland IV. Klasse (2000),[5] III. Klasse (2005)[6]
- Orden der Ehre (2011)[7]
- Ehrenbürgerin der Oblast Swerdlowsk (2015)[8]